# Schiavismo nelle colonie spagnole del Nuovo Mondo
Lo schiavismo nelle colonie spagnole del Nuovo Mondo iniziò con la conquista e la sottomissione dei nativi americani. Inizialmente la schiavitù era uno dei metodi con cui gli spagnoli recuperavano forza lavoro dai nativi, che in seguito vennero asserviti con l'istituzione dell'encomienda. Quando la popolazione locale iniziò a diminuire a causa di malattie importate, guerre e fame, si iniziarono ad utilizzare gli schiavi africani. Partito nel 1502, lo schiavismo degli africani nell'America spagnola non terminò ufficialmente prima del 1886. La messa in schiavitù dei nativi fu invece vietata nella prima metà del XVI secolo, in seguito all'approvazione delle Leggi di Burgos e delle Leggi nuove.

## Africani durante la conquista spagnola
Molti dei primi coloni africani residenti nelle Americhe erano nati in Spagna, come ad esempio Pedro Alonso Niño, un navigatore che accompagnò Cristoforo Colombo nel suo primo viaggio, oppure coloro che aiutarono il governatore Nicolás de Ovando a creare il primo insediamento spagnolo su Hispaniola nel 1502. Il nome di Nuflo de Olano appare nei registri del tempo come schiavo africano presente quando Vasco Núñez de Balboa avvistò l'Oceano Pacifico nel 1513. Altri schiavi neri servirono Hernán Cortés quando conquistò il Messico e Francisco Pizarro quando entrò in Perù.
Estebanico, uno dei partecipanti alla sfortunata spedizione Narváez tra il 1527 ed il 1536, era uno schiavo berbero. Con tre altri sopravvissuti passò sei anni viaggiando via terra dal Texas a Sinaloa, per poi raggiungere Città del Messico, imparando numerose lingue indiane nel tragitto. In seguito, esplorando quello che oggi è il Nuovo Messico alla ricerca delle Sette città d'oro, perse la vita in uno scontro con gli Zuñi.
Di origini africane anche il conquistador Juan Valiente, che guidò gli spagnoli in numerose battaglie contro i Mapuche cileni tra il 1540 e il 1546. Nonostante Valiente fosse inizialmente uno schiavo, fu ricompensato con una proprietà nei pressi di Santiago e col controllo di numerosi villaggi indiani.

## Schiavismo spagnolo degli africani

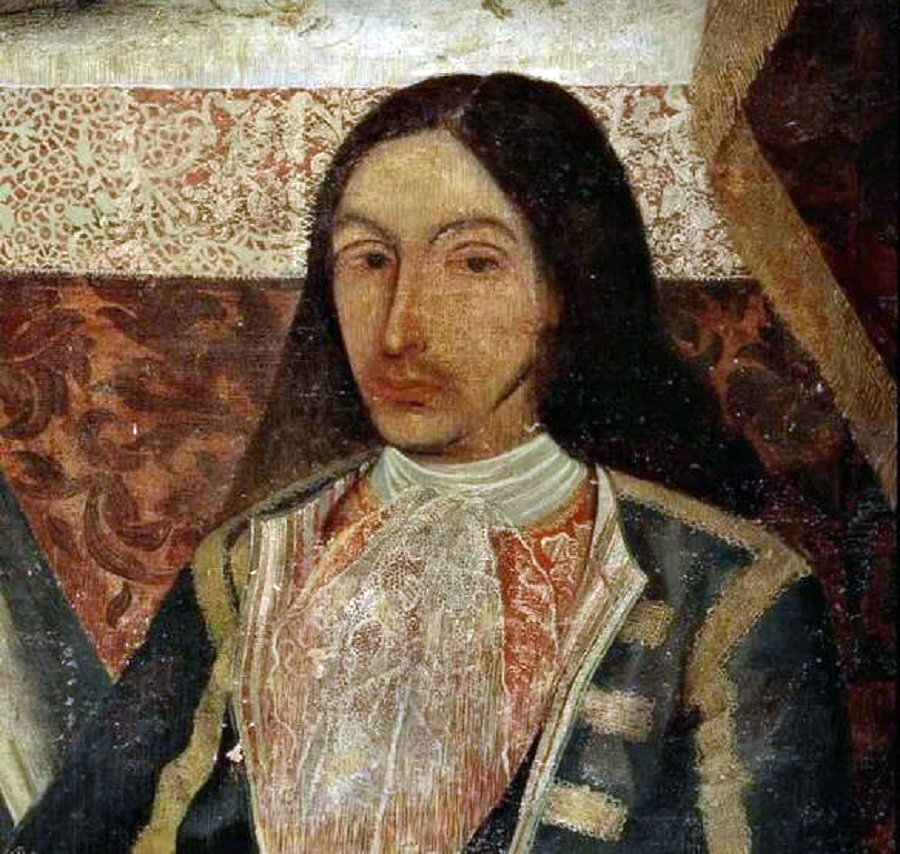
Lo spagnolo Amaro Pargo, uno dei corsari più famosi dell'età d'oro della pirateria, partecipò alla tratta degli schiavi africani nell'America ispanica.

Il vescovo del Chiapas Bartolomé de las Casas trattò gli effetti dello schiavismo delle popolazioni native. Seguendo quello che molti contemporanei ipotizzavano, preferì sostituire gli schiavi nativi con gli africani per alleviare le loro sofferenze. In seguito sostenne anche la necessità di vietare la schiavitù africana, una volta vista in azione.
Nel 1501 i monarchi spagnoli, Ferdinando e Isabella, concedettero ai coloni dei Caraibi la possibilità di importare schiavi. Tra il 1502 ed il 1518 furono trasportati via nave centinaia di schiavi di origine africana nati in Spagna per lavorare soprattutto nelle miniere. Coloro che si opponevano a questa pratica ne citavano la debole fede cristiana, ed il timore che potessero scappare sulle montagne unendosi ai nativi americani in rivolta. I favorevoli indicavano invece la rapida diminuzione dei nativi americani che aveva reso critica la ricerca di nuova forza lavoro. Gli spagnoli liberi erano riluttanti a svolgere lavori manuali, soprattutto dopo la scoperta di oro sul continente, e solo il lavoro degli schiavi poteva garantire la sostenibilità economica delle colonie. Nel 1518 giunse nelle Americhe la prima nave di schiavi africani. Gli spagnoli, nonostante permettessero l'acquisto di schiavi, in ossequio al Trattato di Tordesillas non commerciarono sulle coste africane prima della fine del XVIII secolo. Si stima che il 95% degli schiavi africani trasportati nel Nuovo Mondo tra il XV ed il XIX secolo finì nelle colonie spagnole. In tutto si parla di circa 2 milioni di schiavi.
La Spagna abolì la schiavitù a Porto Rico nel 1873, ed a Cuba nel 1886. Le repubbliche indipendenti dell'America continentale lo fecero in generale poco dopo aver dichiarato l'indipendenza, approssimativamente tra il 1810 ed il 1830.
Il corsaro e mercante spagnolo Amaro Pargo (1678-1747) riuscì a trasportare gli schiavi nei Caraibi, anche se, si stima, in misura minore rispetto ad altri capitani e personaggi dell'epoca dediti a questa attività. Nel 1710, il corsaro e mercante He è stato coinvolto in una denuncia da parte del sacerdote Alonso García Ximénez, che lo ha accusato di aver liberato uno schiavo africano di nome Sebastián, trasportato in Venezuela su una delle navi di Amaro. Il già citato Alonso García concesse una procura il 18 luglio 1715 a Teodoro Garcés de Salazar affinché potesse chiederne la restituzione a Caracas. Nonostante ciò, lo stesso Amaro Pargo possedeva anche schiavi nel suo servizio domestico.

## Limitazioni al commercio
Sin dalla scoperta delle Americhe, la corona spagnola si assicurò il monopolio del commercio con i nuovi possedimenti, in questo modo le leggi spagnole mantennero molto basso il numero di schiavi che era possibile portare nelle colonie. In particolare, queste leggi restrittive permisero di mantenere relativamente bassa la percentuale di popolazione di schiavi a Cuba e Porto Rico fino al 1760.
Tuttavia, nel 1713, al termine della Guerra di successione spagnola, con il Trattato di Utrecht, la Gran Bretagna, vittoriosa, ottenne l'esclusiva per la tratta degli schiavi africani verso le colonie spagnole: l'asiento.
Nel 1762 i britannici presero l'Avana. A quel tempo oltre 10 000 schiavi, quantità che avrebbe richiesto 20 anni di tempo per importarli da altre isole, giunsero in porto. Questo cambiamento viene spesso legato all'apertura del commercio spagnolo di schiavi con le altre potenze nel XVIII secolo.
Constatato quanto fosse redditizio il lavoro degli schiavi nelle piantagioni di canna da zucchero, le colonie spagnole furono tra le ultime ad abolire la schiavitù. Mentre i britannici lo fecero nel 1834, Cuba li sfruttò ancora fino al 1886.